# موندسی (شهر اتریش)
موندسی (به آلمانی: Mondsee) یک منطقهٔ مسکونی در اتریش است که در ناحیه وکلابروک واقع شده‌است. موندسی ۱۶٫۶۲ کیلومتر مربع مساحت دارد ۴۹۳ متر بالاتر از سطح دریا واقع شده‌است.

## خواهرخوانده
شهر Saint-Jean-d'Angély خواهرخواندهٔ موندسی (تاون) هست.